# Tour de France 2020
Tour de France 2020 var den 107. udgave af cykelløbet Tour de France. Det blev afviklet over 21 etaper på samlet 3.484,2 km fra 29. august til 20. september. Oprindeligt skulle løbet havde været startet 27. juni, men på grund af den globale coronaviruspandemi blev det udsat i to måneder.
Første og anden etape havde start og mål i den franske by Nice. Det var anden gang Nice var vært for den såkaldte Grand Départ, hvor Tour de France 1981 var første gang. Samtidig var det 36. gang at løbet besøgte byen, hvor 4. etape i 2013 var senest gang.
Den sidste etape havde søndag den 20. september traditionel afslutning på Avenue des Champs-Élysées i centrum af Paris. I løbet af de 21 etaper udgik 30 ryttere af 176 startende.
Løbets samlede vinder blev sloveneren Tadej Pogačar fra UAE Team Emirates. Da han stod på podiet i Paris skete det dagen før sin 22 års fødselsdag. Pogačar blev den næstyngste vinder af Tour de France, kun overgået af Henri Cornets sejr i 1904 som 19-årig. Samtidig blev Pogačar den første rytter, der vandt den gule førertrøje, den prikkede bjergtrøje og den hvide ungdomstrøje i samme Tour de France. Han vandt også 9., 15. og 20. etape. Det var første gang Tadej Pogačar deltog i Tour de France.
Pogačars landsmand Primož Roglič fra Team Jumbo-Visma kom ind på den samlede andenplads, 59 sekunder efter. Han havde haft den gule førertrøje fra 9. etape, og tabte den på løbets 20. og næstsidste etape. Australieren Richie Porte (Trek-Segafredo) kom på tredjepladsen, hvilket var første gang han kom på podiet i en Grand Tour, efter 15 deltagelser, hvoraf dette års Tour de France var tiende gang han deltog i det franske etapeløb. Sam Bennett fra Deceuninck-Quick Step vandt løbets grønne pointtrøje for første gang i karrieren, mens Team Sunwebs Marc Hirschi blev kåret til løbets mest angrebsivrige rytter. Movistar Team vandt holdkonkurrencen for tredje år i træk, og syvende gang i alt.
Lotto-Soudal-rytteren Roger Kluge sluttede som løbets langsomste mand (Lanterne rouge). Han var 6 timer, 7 minutter og 2 sekunder efter Tadej Pogačar i klassementet. Kluge blev den rytter siden 1954, der sluttede med den største margin til vinderen.
Danske Søren Kragh Andersen (Team Sunweb) vandt 14. og 19. etape.

## Pengepræmier
I alt blev der delt 2.293.000 euro, godt 17 millioner danske kroner, ud i præmiepenge i løbet af Tour de France. UAE Team Emirates tjente mest med 4.640.000 kroner, mens Arkéa-Samsic blev bundskraberen med en indtjening på 117.500 kr.

### Trøjer
Præmie for hver dag en rytter kørte i trøjen
- Den gule førertrøje: 500 euro (med undtagelse af 1. etape)
- Den grønne pointtrøje: 300 euro (med undtagelse af 1. etape)
- Den prikkede bjergtrøje: 300 euro (med undtagelse af 1. etape)
- Den hvide ungdomstrøje: 300 euro (med undtagelse af 1. etape)

Samlet sejr
 Den gule førertrøje: 500.000 euro
2. plads: 200.000 euro
3. plads: 100.000 euro
4. plads: 70.000 euro
5. plads: 50.000 euro
6. til 19. plads: 23.000 euro ned til 1.100 euro
20. - 160. plads: 1.000 euro 

 Den grønne pointtrøje: 25.000 euro 

 Den prikkede bjergtrøje: 25.000 euro 

 Den hvide ungdomstrøje: 20.000 euro 

 Holdkonkurrencen: 50.000 euro 

 Mest angrebsivrige rytter: 20.000 euro

### Etaper
- Etapevinder: 11.000 euro.
- Vinder af indlagt spurt i pointkonkurrencen: 1.500 euro
- Mest angrebsivrige rytter: 2.000 euro
- Første ungdomsrytter over målstregen: 500 euro
- Bedste hold (tre første ryttere): 2.800 euro
- Første rytter på toppen af stigning:

Stigning uden for kategori: 800 euro
Kategori 1-stigning: 650 euro
Kategori 2-stigning: 500 euro
Kategori 3-stigning: 300 euro
Kategori 4-stigning: 200 euro
På hver etape blev der samlet udbetalt omkring 28.650 euro.

## Etaperne
| Etape     | Dato     | Start – Mål                      | type             | Afstand (km) | Elevation (m) | Etapevinder          | Førende rytter     |
| --------- | -------- | -------------------------------- | ---------------- | ------------ | ------------- | -------------------- | ------------------ |
| 1. etape  | 29. aug. | Nice – Nice                      | flad etape       | 156          | 1.596 m       | Alexander Kristoff   | Alexander Kristoff |
| 2. etape  | 30. aug. | Nice – Nice                      | bjergetape       | 186          | 4.044 m       | Julian Alaphilippe   | Julian Alaphilippe |
| 3. etape  | 31. aug. | Nice – Sisteron                  | flad etape       | 198          | 2.978 m       | Caleb Ewan           | Julian Alaphilippe |
| 4. etape  | 1. sep.  | Sisteron – Orcières 1850         | kuperet etape    | 160,5        | 3.200 m       | Primož Roglič        | Julian Alaphilippe |
| 5. etape  | 2. sep.  | Gap – Privas                     | flad etape       | 183          | 1.388 m       | Wout van Aert        | Adam Yates         |
| 6. etape  | 3. sep.  | Le Teil – Mont Aigoual           | kuperet etape    | 191          | 3.087 m       | Aleksej Lutsenko     | Adam Yates         |
| 7. etape  | 4. sep.  | Millau – Lavaur                  | flad etape       | 168          | 2.007 m       | Wout van Aert        | Adam Yates         |
| 8. etape  | 5. sep.  | Cazères – Loudenvielle           | bjergetape       | 141          | 3.821 m       | Nans Peters          | Adam Yates         |
| 9. etape  | 6. sep.  | Pau – Laruns                     | bjergetape       | 153          | 3.500 m       | Tadej Pogačar        | Primož Roglič      |
|           | 7. sep   | Hviledag i Charente-Maritime     | Hviledag         |              |               |                      |                    |
| 10. etape | 8. sep.  | Oléron Island – Île de Ré        | flad etape       | 168,5        | 528 m         | Sam Bennett          | Primož Roglič      |
| 11. etape | 9. sep.  | Châtelaillon-Plage – Poitiers    | flad etape       | 167,5        | 1.004 m       | Caleb Ewan           | Primož Roglič      |
| 12. etape | 10. sep. | Chauvigny – Sarran               | kuperet etape    | 218          | 3.389 m       | Marc Hirschi         | Primož Roglič      |
| 13. etape | 11. sep. | Châtel-Guyon – Puy Mary          | bjergetape       | 191,5        | 4.459 m       | Daniel Martínez      | Primož Roglič      |
| 14. etape | 12. sep. | Clermont-Ferrand – Lyon          | flad etape       | 194          | 2.646 m       | Søren Kragh Andersen | Primož Roglič      |
| 15. etape | 13. sep. | Lyon – Grand Colombier           | bjergetape       | 174,5        | 2.734 m       | Tadej Pogačar        | Primož Roglič      |
|           | 14. sep  | Hviledag i Isère                 | Hviledag         |              |               |                      |                    |
| 16. etape | 15. sep. | La Tour-du-Pin – Villard-de-Lans | bjergetape       | 164          | 3.903 m       | Lennard Kämna        | Primož Roglič      |
| 17. etape | 16. sep. | Grenoble – Col de la Loze        | bjergetape       | 170          | 4.430 m       | Miguel Ángel López   | Primož Roglič      |
| 18. etape | 17. sep. | Méribel – La Roche-sur-Foron     | bjergetape       | 175          | 5.166 m       | Michał Kwiatkowski   | Primož Roglič      |
| 19. etape | 18. sep. | Bourg-en-Bresse – Champagnole    | flad etape       | 166,5        | 2.208 m       | Søren Kragh Andersen | Primož Roglič      |
| 20. etape | 19. sep. | Lure – Planche des Belles Filles | bjergenkeltstart | 36,2         | 962 m         | Tadej Pogačar        | Tadej Pogačar      |
| 21. etape | 20. sep. | Mantes-la-Jolie – Paris          | flad etape       | 122          | 788 m         | Sam Bennett          | Tadej Pogačar      |

## Trøjernes fordeling gennem løbet
| Etape  | Vinder               | Gul førertrøje     | Pointtrøje         | Bjergtrøje       | Ungdomstrøje  | Holdkonkurrence · | Mest angrebsivrige    |
| ------ | -------------------- | ------------------ | ------------------ | ---------------- | ------------- | ----------------- | --------------------- |
| 1      | Alexander Kristoff   | Alexander Kristoff | Alexander Kristoff | Fabien Grellier  | Mads Pedersen | Trek-Segafredo    | Michael Schär         |
| 2      | Julian Alaphilippe   | Julian Alaphilippe | Alexander Kristoff | Benoît Cosnefroy | Marc Hirschi  | Trek-Segafredo    | Benoît Cosnefroy      |
| 3      | Caleb Ewan           | Julian Alaphilippe | Peter Sagan        | Benoît Cosnefroy | Marc Hirschi  | Trek-Segafredo    | Jérôme Cousin         |
| 4      | Primož Roglič        | Julian Alaphilippe | Peter Sagan        | Benoît Cosnefroy | Tadej Pogačar | EF Pro Cycling    | Krists Neilands       |
| 5      | Wout van Aert        | Adam Yates         | Sam Bennett        | Benoît Cosnefroy | Tadej Pogačar | EF Pro Cycling    | Wout Poels            |
| 6      | Aleksej Lutsenko     | Adam Yates         | Sam Bennett        | Benoît Cosnefroy | Tadej Pogačar | EF Pro Cycling    | Nicolas Roche         |
| 7      | Wout van Aert        | Adam Yates         | Peter Sagan        | Benoît Cosnefroy | Egan Bernal   | EF Pro Cycling    | Daniel Oss            |
| 8      | Nans Peters          | Adam Yates         | Peter Sagan        | Benoît Cosnefroy | Egan Bernal   | EF Pro Cycling    | Nans Peters           |
| 9      | Tadej Pogačar        | Primož Roglič      | Peter Sagan        | Benoît Cosnefroy | Egan Bernal   | Movistar Team     | Marc Hirschi          |
| 10     | Sam Bennett          | Primož Roglič      | Sam Bennett        | Benoît Cosnefroy | Egan Bernal   | Movistar Team     | Stefan Küng           |
| 11     | Caleb Ewan           | Primož Roglič      | Sam Bennett        | Benoît Cosnefroy | Egan Bernal   | Movistar Team     | Mathieu Ladagnous     |
| 12     | Marc Hirschi         | Primož Roglič      | Sam Bennett        | Benoît Cosnefroy | Egan Bernal   | Movistar Team     | Marc Hirschi          |
| 13     | Daniel Martínez      | Primož Roglič      | Sam Bennett        | Benoît Cosnefroy | Tadej Pogačar | EF Pro Cycling    | Maximilian Schachmann |
| 14     | Søren Kragh Andersen | Primož Roglič      | Sam Bennett        | Benoît Cosnefroy | Tadej Pogačar | EF Pro Cycling    | Stefan Küng           |
| 15     | Tadej Pogačar        | Primož Roglič      | Sam Bennett        | Benoît Cosnefroy | Tadej Pogačar | Movistar Team     | Pierre Rolland        |
| 16     | Lennard Kämna        | Primož Roglič      | Sam Bennett        | Benoît Cosnefroy | Tadej Pogačar | Movistar Team     | Richard Carapaz       |
| 17     | Miguel Ángel López   | Primož Roglič      | Sam Bennett        | Tadej Pogačar    | Tadej Pogačar | Movistar Team     | Julian Alaphilippe    |
| 18     | Michał Kwiatkowski   | Primož Roglič      | Sam Bennett        | Richard Carapaz  | Tadej Pogačar | Movistar Team     | Marc Hirschi          |
| 19     | Søren Kragh Andersen | Primož Roglič      | Sam Bennett        | Richard Carapaz  | Tadej Pogačar | Movistar Team     | Rémi Cavagna          |
| 20     | Tadej Pogačar        | Tadej Pogačar      | Sam Bennett        | Tadej Pogačar    | Tadej Pogačar | Movistar Team     | ikke uddelt           |
| 21     | Sam Bennett          | Tadej Pogačar      | Sam Bennett        | Tadej Pogačar    | Tadej Pogačar | Movistar Team     | ikke uddelt           |
| Samlet | Samlet               | Tadej Pogačar      | Sam Bennett        | Tadej Pogačar    | Tadej Pogačar | Movistar Team     | Marc Hirschi          |

## Resultater

### Samlede stilling
| \| Samlede stilling \| Samlede stilling \| Samlede stilling \| Samlede stilling \| Samlede stilling \| \| Rytter \| Rytter \| Hold \| Tid \| \| \| ---------------- \| --------------------- \| -------------------------------- \| ---------------- \| ---------------- \| \| 1. \| Tadej Pogačar \| UAE Team Emirates \| 87t 20' 05" \| \| \| 2. \| Primož Roglič \| Jumbo-Visma \| + 59" \| \| \| 3. \| Richie Porte \| Trek-Segafredo \| + 3' 30" \| \| \| 4. \| Mikel Landa \| Bahrain McLaren \| + 5' 58" \| \| \| 5. \| Enric Mas \| Movistar Team \| + 6' 07" \| \| \| 6. \| Miguel Ángel López \| Astana \| + 6' 47" \| \| \| 7. \| Tom Dumoulin \| Jumbo-Visma \| + 7' 48" \| \| \| 8. \| Rigoberto Urán \| EF Pro Cycling \| + 8' 02" \| \| \| 9. \| Adam Yates \| Mitchelton-Scott \| + 9' 25" \| \| \| 10. \| Damiano Caruso \| Bahrain McLaren \| + 14' 03" \| \| \| 11. \| Guillaume Martin \| Cofidis \| + 16' 56" \| \| \| 12. \| Alejandro Valverde \| Movistar Team \| + 17' 41" \| \| \| 13. \| Richard Carapaz \| Ineos Grenadiers \| + 25' 53" \| \| \| 14. \| Warren Barguil \| Arkéa-Samsic \| + 31' 04" \| \| \| 15. \| Sepp Kuss \| Jumbo-Visma \| + 42' 20" \| \| \| 16. \| Pello Bilbao \| Bahrain McLaren \| + 55' 56" \| \| \| 17. \| Nairo Quintana \| Arkéa-Samsic \| + 1t 03' 07" \| \| \| 18. \| Pierre Rolland \| B&B Hotels-Vital Concept p/b KTM \| + 1t 08' 26" \| \| \| 19. \| Carlos Verona \| Movistar Team \| + 1t 19' 54" \| \| \| 20. \| Wout van Aert \| Jumbo-Visma \| + 1t 20' 31" \| \| \| 21. \| Marc Soler \| Movistar Team \| + 1t 31' 53" \| \| \| 22. \| Gorka Izagirre \| Astana \| + 1t 36' 12" \| \| \| 23. \| Esteban Chaves \| Mitchelton-Scott \| + 1t 38' 45" \| \| \| 24. \| Sébastien Reichenbach \| Groupama-FDJ \| + 1t 39' 27" \| \| \| 25. \| Kenny Elissonde \| Trek-Segafredo \| + 1t 40' 06" \| \| |                       |                                  |              |
| |                       |                                  |              |
| Kilde: ProCyclingStats |                       |                                  |              |
| Samlede stilling |                       |                                  |              |
| Rytter | Rytter                | Hold                             | Tid          |
| 1. | Tadej Pogačar         | UAE Team Emirates                | 87t 20' 05"  |
| 2. | Primož Roglič         | Jumbo-Visma                      | + 59"        |
| 3. | Richie Porte          | Trek-Segafredo                   | + 3' 30"     |
| 4. | Mikel Landa           | Bahrain McLaren                  | + 5' 58"     |
| 5. | Enric Mas             | Movistar Team                    | + 6' 07"     |
| 6. | Miguel Ángel López    | Astana                           | + 6' 47"     |
| 7. | Tom Dumoulin          | Jumbo-Visma                      | + 7' 48"     |
| 8. | Rigoberto Urán        | EF Pro Cycling                   | + 8' 02"     |
| 9. | Adam Yates            | Mitchelton-Scott                 | + 9' 25"     |
| 10. | Damiano Caruso        | Bahrain McLaren                  | + 14' 03"    |
| 11. | Guillaume Martin      | Cofidis                          | + 16' 56"    |
| 12. | Alejandro Valverde    | Movistar Team                    | + 17' 41"    |
| 13. | Richard Carapaz       | Ineos Grenadiers                 | + 25' 53"    |
| 14. | Warren Barguil        | Arkéa-Samsic                     | + 31' 04"    |
| 15. | Sepp Kuss             | Jumbo-Visma                      | + 42' 20"    |
| 16. | Pello Bilbao          | Bahrain McLaren                  | + 55' 56"    |
| 17. | Nairo Quintana        | Arkéa-Samsic                     | + 1t 03' 07" |
| 18. | Pierre Rolland        | B&B Hotels-Vital Concept p/b KTM | + 1t 08' 26" |
| 19. | Carlos Verona         | Movistar Team                    | + 1t 19' 54" |
| 20. | Wout van Aert         | Jumbo-Visma                      | + 1t 20' 31" |
| 21. | Marc Soler            | Movistar Team                    | + 1t 31' 53" |
| 22. | Gorka Izagirre        | Astana                           | + 1t 36' 12" |
| 23. | Esteban Chaves        | Mitchelton-Scott                 | + 1t 38' 45" |
| 24. | Sébastien Reichenbach | Groupama-FDJ                     | + 1t 39' 27" |
| 25. | Kenny Elissonde       | Trek-Segafredo                   | + 1t 40' 06" |

### Pointkonkurrencen
| Pointkonkurrence | Pointkonkurrence     | Pointkonkurrence                 | Pointkonkurrence | Pointkonkurrence |
| Rytter           | Rytter               | Hold                             | Point            |                  |
| ---------------- | -------------------- | -------------------------------- | ---------------- | ---------------- |
| 1.               | Sam Bennett          | Deceuninck-Quick Step            | 380 point        |                  |
| 2.               | Peter Sagan          | Bora-Hansgrohe                   | 284 point        |                  |
| 3.               | Matteo Trentin       | CCC Team                         | 260 point        |                  |
| 4.               | Bryan Coquard        | B&B Hotels-Vital Concept p/b KTM | 181 point        |                  |
| 5.               | Wout van Aert        | Jumbo-Visma                      | 174 point        |                  |
| 6.               | Caleb Ewan           | Lotto-Soudal                     | 170 point        |                  |
| 7.               | Julian Alaphilippe   | Deceuninck-Quick Step            | 150 point        |                  |
| 8.               | Tadej Pogačar        | UAE Team Emirates                | 143 point        |                  |
| 9.               | Søren Kragh Andersen | Team Sunweb                      | 138 point        |                  |
| 10.              | Michael Mørkøv       | Deceuninck-Quick Step            | 138 point        |                  |

### Bjergkonkurrencen
| Bjergkonkurrence | Bjergkonkurrence   | Bjergkonkurrence                 | Bjergkonkurrence | Bjergkonkurrence |
| Rytter           | Rytter             | Hold                             | Point            |                  |
| ---------------- | ------------------ | -------------------------------- | ---------------- | ---------------- |
| 1.               | Tadej Pogačar      | UAE Team Emirates                | 82 point         |                  |
| 2.               | Richard Carapaz    | Ineos Grenadiers                 | 74 point         |                  |
| 3.               | Primož Roglič      | Jumbo-Visma                      | 67 point         |                  |
| 4.               | Marc Hirschi       | Team Sunweb                      | 62 point         |                  |
| 5.               | Miguel Ángel López | Astana                           | 51 point         |                  |
| 6.               | Benoît Cosnefroy   | AG2R La Mondiale                 | 36 point         |                  |
| 7.               | Pierre Rolland     | B&B Hotels-Vital Concept p/b KTM | 36 point         |                  |
| 8.               | Richie Porte       | Trek-Segafredo                   | 36 point         |                  |
| 9.               | Nans Peters        | AG2R La Mondiale                 | 32 point         |                  |
| 10.              | Lennard Kämna      | Bora-Hansgrohe                   | 27 point         |                  |

### Ungdomskonkurrencen
| Ungdomskonkurrence | Ungdomskonkurrence | Ungdomskonkurrence | Ungdomskonkurrence | Ungdomskonkurrence |
| Rytter             | Rytter             | Hold               | Tid                |                    |
| ------------------ | ------------------ | ------------------ | ------------------ | ------------------ |
| 1.                 | Tadej Pogačar      | UAE Team Emirates  | 87t 20' 05"        |                    |
| 2.                 | Enric Mas          | Movistar Team      | + 6' 07"           |                    |
| 3.                 | Valentin Madouas   | Groupama-FDJ       | + 1t 42' 43"       |                    |
| 4.                 | Daniel Martínez    | EF Pro Cycling     | + 1t 55' 12"       |                    |
| 5.                 | Lennard Kämna      | Bora-Hansgrohe     | + 2t 15' 39"       |                    |
| 6.                 | Harold Tejada      | Astana             | + 2t 37' 02"       |                    |
| 7.                 | Niklas Eg          | Trek-Segafredo     | + 2t 50' 04"       |                    |
| 8.                 | Marc Hirschi       | Team Sunweb        | + 2t 54' 34"       |                    |
| 9.                 | Neilson Powless    | EF Pro Cycling     | + 3t 03' 09"       |                    |
| 10.                | Pavel Sivakov      | Ineos Grenadiers   | + 4t 15' 38"       |                    |

### Holdkonkurrencen
| Holdkonkurrence | Holdkonkurrence   | Holdkonkurrence | Holdkonkurrence |
| Hold            | Hold              | Tid             |                 |
| --------------- | ----------------- | --------------- | --------------- |
| 1.              | Movistar Team     | 262t 14' 58"    |                 |
| 2.              | Jumbo-Visma       | + 18' 31"       |                 |
| 3.              | Bahrain McLaren   | + 57' 10"       |                 |
| 4.              | EF Pro Cycling    | + 1t 16' 43"    |                 |
| 5.              | Ineos Grenadiers  | + 1t 32' 01"    |                 |
| 6.              | Trek-Segafredo    | + 1t 39' 39"    |                 |
| 7.              | Astana            | + 1t 47' 15"    |                 |
| 8.              | AG2R La Mondiale  | + 2t 58' 47"    |                 |
| 9.              | UAE Team Emirates | + 3t 06' 46"    |                 |
| 10.             | Mitchelton-Scott  | + 3t 25' 10"    |                 |

## Hold og ryttere
176 ryttere fra 30 nationer og 22 hold stillede til start i løbet.

### Danske ryttere
| Danske ryttere på startlisten |                         |                       |           |
| Rygnummer                     | Rytter                  | Hold                  | Placering |
| 42                            | Kasper Asgreen          | Deceuninck-Quick Step | 114       |
| 48                            | Michael Mørkøv          | Deceuninck-Quick Step | 130       |
| 102                           | Niklas Eg               | Trek-Segafredo        | 51        |
| 105                           | Mads Pedersen           | Trek-Segafredo        | 124       |
| 166                           | Christopher Juul-Jensen | Mitchelton-Scott      | 99        |
| 195                           | Michael Valgren         | NTT Pro Cycling       | 73        |
| 205                           | Søren Kragh Andersen    | Team Sunweb           | 58        |
| 207                           | Casper Pedersen         | Team Sunweb           | 92        |

Alle danskere gennemførte løbet, hvilket var ny dansk rekord. Aldrig før har otte danske ryttere gennemført Tour de France samme år. Niklas Eg blev med 51. pladsen den bedst placerede dansker, 2 timer og 50 minutter efter Tadej Pogačar på førstepladsen. Søren Kragh Andersen vandt 14. og 19. etape.
| UCI WorldTeams (19)- AG2R La Mondiale - Astana - Bahrain McLaren - Bora-Hansgrohe - CCC Team - Cofidis - Deceuninck-Quick Step - EF Pro Cycling - Groupama-FDJ - Israel Start-Up Nation - Lotto Soudal - Mitchelton-Scott - Movistar Team - NTT Pro Cycling - Ineos Grenadiers - Jumbo-Visma - Team Sunweb - UAE Team Emirates - Trek-Segafredo UCI ProTeams (3)- Arkéa-Samsic - B&B Hotels-Vital Concept p/b KTM - Total Direct Énergie |
| |

| Nationer                                                                                | Antal ryttere |
| --------------------------------------------------------------------------------------- | ------------- |
| Frankrig                                                                                | 39            |
| Belgien, Spanien                                                                        | 17            |
| Italien                                                                                 | 16            |
| Tyskland                                                                                | 12            |
| Colombia                                                                                | 10            |
| Danmark                                                                                 | 8             |
| Holland                                                                                 | 7             |
| Østrig, Slovenien                                                                       | 5             |
| Norge, Storbritannien, Schweiz                                                          | 4             |
| Irland, New Zealand, USA                                                                | 3             |
| Australien, Letland, Rusland, Sydafrika, Tjekkiet                                       | 2             |
| Canada, Costa Rica, Ecuador, Israel, Kasakhstan, Luxembourg, Polen, Portugal, Slovakiet | 1             |

### Startliste
| Ineos Grenadiers IGD | Ineos Grenadiers IGD       | Ineos Grenadiers IGD |
| -------------------- | -------------------------- | -------------------- |
| Nr.                  | Rytter                     | Placering            |
| 1                    | Egan Bernal (COL)          | DNS-17               |
| 2                    | Andrey Amador (CRC)        | 77.                  |
| 3                    | Richard Carapaz (ECU)      | 13.                  |
| 4                    | Jonathan Castroviejo (ESP) | DNS-19               |
| 5                    | Michał Kwiatkowski (POL)   | 30.                  |
| 6                    | Luke Rowe (GBR)            | 129.                 |
| 7                    | Pavel Sivakov (RUS)        | 87.                  |
| 8                    | Dylan van Baarle (NED)     | 59.                  |

| Jumbo-Visma TJV | Jumbo-Visma TJV                   | Jumbo-Visma TJV |
| --------------- | --------------------------------- | --------------- |
| Nr.             | Rytter                            | Placering       |
| 11              | Primož Roglič (SLO) (landevej)    | 2.              |
| 12              | George Bennett (NZL)              | 34.             |
| 13              | Amund Grøndahl Jansen (NOR)       | 128.            |
| 14              | Tom Dumoulin (NED)                | 7.              |
| 15              | Robert Gesink (NED)               | 42.             |
| 16              | Sepp Kuss (USA)                   | 15.             |
| 17              | Tony Martin (GER)                 | 118.            |
| 18              | Wout van Aert (BEL) (enkeltstart) | 20.             |

| Bora-Hansgrohe BOH | Bora-Hansgrohe BOH          | Bora-Hansgrohe BOH |
| ------------------ | --------------------------- | ------------------ |
| Nr.                | Rytter                      | Placering          |
| 21                 | Peter Sagan (SVK)           | 84.                |
| 22                 | Emanuel Buchmann (GER)      | 38.                |
| 23                 | Felix Großschartner (AUT)   | 63.                |
| 24                 | Lennard Kämna (GER)         | 33.                |
| 25                 | Gregor Mühlberger (AUT)     | DNF-11             |
| 26                 | Daniel Oss (ITA)            | 105.               |
| 27                 | Lukas Pöstlberger (AUT)     | DNF-19             |
| 28                 | Maximilian Schachmann (GER) | 57.                |

| AG2R La Mondiale ALM | AG2R La Mondiale ALM    | AG2R La Mondiale ALM |
| -------------------- | ----------------------- | -------------------- |
| Nr.                  | Rytter                  | Placering            |
| 31                   | Romain Bardet (FRA)     | DNS-14               |
| 32                   | Mikaël Cherel (FRA)     | 26.                  |
| 33                   | Benoît Cosnefroy (FRA)  | 116.                 |
| 34                   | Pierre Latour (FRA)     | DNF-14               |
| 35                   | Oliver Naesen (BEL)     | 61.                  |
| 36                   | Nans Peters (FRA)       | 65.                  |
| 37                   | Clément Venturini (FRA) | 104.                 |
| 38                   | Alexis Vuillermoz (FRA) | 35.                  |

| Deceuninck-Quick Step DQT | Deceuninck-Quick Step DQT                      | Deceuninck-Quick Step DQT |
| ------------------------- | ---------------------------------------------- | ------------------------- |
| Nr.                       | Rytter                                         | Placering                 |
| 41                        | Julian Alaphilippe (FRA)                       | 36.                       |
| 42                        | Kasper Asgreen (DEN) (landevej og enkeltstart) | 114.                      |
| 43                        | Sam Bennett (IRL) (landevej)                   | 138.                      |
| 44                        | Rémi Cavagna (FRA) (enkeltstart)               | 113.                      |
| 45                        | Tim Declercq (BEL)                             | 127.                      |
| 46                        | Dries Devenyns (BEL)                           | 90.                       |
| 47                        | Bob Jungels (LUX) (enkeltstart)                | 43.                       |
| 48                        | Michael Mørkøv (DEN)                           | 130.                      |

| Groupama-FDJ GFC | Groupama-FDJ GFC                       | Groupama-FDJ GFC |
| ---------------- | -------------------------------------- | ---------------- |
| Nr.              | Rytter                                 | Placering        |
| 51               | Thibaut Pinot (FRA)                    | 29.              |
| 52               | William Bonnet (FRA)                   | DNF-8            |
| 53               | David Gaudu (FRA)                      | DNF-16           |
| 54               | Stefan Küng (SUI) (enkeltstart)        | DNS-17           |
| 55               | Matthieu Ladagnous (FRA)               | 94.              |
| 56               | Valentin Madouas (FRA)                 | 27.              |
| 57               | Rudy Molard (FRA)                      | 39.              |
| 58               | Sébastien Reichenbach (SUI) (landevej) | 24.              |

| Bahrain McLaren TBM | Bahrain McLaren TBM              | Bahrain McLaren TBM |
| ------------------- | -------------------------------- | ------------------- |
| Nr.                 | Rytter                           | Placering           |
| 61                  | Mikel Landa (ESP)                | 4.                  |
| 62                  | Pello Bilbao (ESP) (enkeltstart) | 16.                 |
| 63                  | Damiano Caruso (ITA)             | 10.                 |
| 64                  | Sonny Colbrelli (ITA)            | 93.                 |
| 65                  | Marco Haller (AUT)               | 143.                |
| 66                  | Matej Mohorič (SLO)              | 76.                 |
| 67                  | Wout Poels (NED)                 | 110.                |
| 68                  | Rafael Valls (ESP)               | DNS-2               |

| EF Pro Cycling EF1 | EF Pro Cycling EF1                  | EF Pro Cycling EF1 |
| ------------------ | ----------------------------------- | ------------------ |
| Nr.                | Rytter                              | Placering          |
| 71                 | Rigoberto Urán (COL)                | 8.                 |
| 72                 | Alberto Bettiol (ITA)               | 62.                |
| 73                 | Hugh Carthy (GBR)                   | 37.                |
| 74                 | Sergio Higuita (COL) (landevej)     | DNF-15             |
| 75                 | Jens Keukeleire (BEL)               | 89.                |
| 76                 | Daniel Martínez (COL) (enkeltstart) | 28.                |
| 77                 | Neilson Powless (USA)               | 56.                |
| 78                 | Tejay van Garderen (USA)            | 91.                |

| Arkéa-Samsic ARK | Arkéa-Samsic ARK     | Arkéa-Samsic ARK |
| ---------------- | -------------------- | ---------------- |
| Nr.              | Rytter               | Placering        |
| 81               | Nairo Quintana (COL) | 17.              |
| 82               | Winner Anacona (COL) | 66.              |
| 83               | Warren Barguil (FRA) | 14.              |
| 84               | Kévin Ledanois (FRA) | 102.             |
| 85               | Dayer Quintana (COL) | 95.              |
| 86               | Diego Rosa (ITA)     | DNF-8            |
| 87               | Clément Russo (FRA)  | 133.             |
| 88               | Connor Swift (GBR)   | 106.             |

| Movistar Team MOV | Movistar Team MOV        | Movistar Team MOV |
| ----------------- | ------------------------ | ----------------- |
| Nr.               | Rytter                   | Placering         |
| 91                | Alejandro Valverde (ESP) | 12.               |
| 92                | Dario Cataldo (ITA)      | 80.               |
| 93                | Imanol Erviti (ESP)      | 74.               |
| 94                | Enric Mas (ESP)          | 5.                |
| 95                | Nelson Oliveira (POR)    | 55.               |
| 96                | José Joaquín Rojas (ESP) | 70.               |
| 97                | Marc Soler (ESP)         | 21.               |
| 98                | Carlos Verona (ESP)      | 19.               |

| Trek-Segafredo TFS | Trek-Segafredo TFS             | Trek-Segafredo TFS |
| ------------------ | ------------------------------ | ------------------ |
| Nr.                | Rytter                         | Placering          |
| 101                | Richie Porte (AUS)             | 3.                 |
| 102                | Niklas Eg (DEN)                | 51.                |
| 103                | Kenny Elissonde (FRA)          | 25.                |
| 104                | Bauke Mollema (NED)            | DNF-13             |
| 105                | Mads Pedersen (DEN) (landevej) | 124.               |
| 106                | Toms Skujiņš (LAT) (landevej)  | 81.                |
| 107                | Jasper Stuyven (BEL)           | 71.                |
| 108                | Edward Theuns (BEL)            | 119.               |

| CCC Team CCC | CCC Team CCC               | CCC Team CCC |
| ------------ | -------------------------- | ------------ |
| Nr.          | Rytter                     | Placering    |
| 111          | Greg Van Avermaet (BEL)    | 50.          |
| 112          | Alessandro De Marchi (ITA) | 100.         |
| 113          | Simon Geschke (GER)        | 48.          |
| 114          | Jan Hirt (CZE)             | 67.          |
| 115          | Jonas Koch (GER)           | 125.         |
| 116          | Michael Schär (SUI)        | 69.          |
| 117          | Matteo Trentin (ITA)       | 79.          |
| 118          | Ilnur Sakarin (RUS)        | DNF-12       |

| Cofidis COF | Cofidis COF               | Cofidis COF |
| ----------- | ------------------------- | ----------- |
| Nr.         | Rytter                    | Placering   |
| 121         | Guillaume Martin (FRA)    | 11.         |
| 122         | Simone Consonni (ITA)     | 112.        |
| 123         | Nicolas Edet (FRA)        | 49.         |
| 124         | Jesús Herrada (ESP)       | 44.         |
| 125         | Christophe Laporte (FRA)  | 107.        |
| 126         | Anthony Perez (FRA)       | DNF-3       |
| 127         | Pierre-Luc Périchon (FRA) | 86.         |
| 128         | Elia Viviani (ITA)        | 135.        |

| UAE Team Emirates UAD | UAE Team Emirates UAD             | UAE Team Emirates UAD |
| --------------------- | --------------------------------- | --------------------- |
| Nr.                   | Rytter                            | Placering             |
| 131                   | Tadej Pogačar (SLO) (enkeltstart) | 1.                    |
| 132                   | Fabio Aru (ITA)                   | DNF-9                 |
| 133                   | David de la Cruz (ESP)            | 72.                   |
| 134                   | Davide Formolo (ITA)              | DNS-11                |
| 135                   | Alexander Kristoff (NOR)          | 132.                  |
| 136                   | Vegard Stake Laengen (NOR)        | 82.                   |
| 137                   | Marco Marcato (ITA)               | 111.                  |
| 138                   | Jan Polanc (SLO)                  | 40.                   |

| Astana AST | Astana AST                                       | Astana AST |
| ---------- | ------------------------------------------------ | ---------- |
| Nr.        | Rytter                                           | Placering  |
| 141        | Miguel Ángel López (COL)                         | 6.         |
| 142        | Omar Fraile (ESP)                                | 60.        |
| 143        | Hugo Houle (CAN)                                 | 47.        |
| 144        | Gorka Izagirre (ESP)                             | 22.        |
| 145        | Jon Izagirre (ESP)                               | DNF-11     |
| 146        | Aleksej Lutsenko (KAZ) (landevej og enkeltstart) | 46.        |
| 147        | Luis León Sánchez (ESP) (landevej)               | 32.        |
| 148        | Harold Tejada (COL)                              | 45.        |

| Lotto-Soudal LTS | Lotto-Soudal LTS       | Lotto-Soudal LTS |
| ---------------- | ---------------------- | ---------------- |
| Nr.              | Rytter                 | Placering        |
| 151              | Caleb Ewan (AUS)       | 144.             |
| 152              | Steff Cras (BEL)       | DNF-9            |
| 153              | Jasper De Buyst (BEL)  | 142.             |
| 154              | Thomas De Gendt (BEL)  | 52.              |
| 155              | John Degenkolb (GER)   | HD-1             |
| 156              | Frederik Frison (BEL)  | 145.             |
| 157              | Philippe Gilbert (BEL) | DNS-2            |
| 158              | Roger Kluge (GER)      | 146.             |

| Mitchelton-Scott MTS | Mitchelton-Scott MTS            | Mitchelton-Scott MTS |
| -------------------- | ------------------------------- | -------------------- |
| Nr.                  | Rytter                          | Placering            |
| 161                  | Adam Yates (GBR)                | 9.                   |
| 162                  | Jack Bauer (NZL)                | 83.                  |
| 163                  | Sam Bewley (NZL)                | DNF-10               |
| 164                  | Esteban Chaves (COL)            | 23.                  |
| 165                  | Daryl Impey (RSA) (enkeltstart) | 97.                  |
| 166                  | Christopher Juul-Jensen (DEN)   | 99.                  |
| 167                  | Luka Mezgec (SLO)               | 88.                  |
| 168                  | Mikel Nieve (ESP)               | DNF-17               |

| Israel Start-Up Nation ISN | Israel Start-Up Nation ISN          | Israel Start-Up Nation ISN |
| -------------------------- | ----------------------------------- | -------------------------- |
| Nr.                        | Rytter                              | Placering                  |
| 171                        | Daniel Martin (IRL)                 | 41.                        |
| 172                        | André Greipel (GER)                 | DNF-18                     |
| 173                        | Ben Hermans (BEL)                   | 68.                        |
| 174                        | Hugo Hofstetter (FRA)               | 115.                       |
| 175                        | Krists Neilands (LAT) (enkeltstart) | 85.                        |
| 176                        | Guy Niv (ISR) (enkeltstart)         | 139.                       |
| 177                        | Nils Politt (GER)                   | 120.                       |
| 178                        | Tom Van Asbroeck (BEL)              | 98.                        |

| Total Direct Énergie TDE | Total Direct Énergie TDE | Total Direct Énergie TDE |
| ------------------------ | ------------------------ | ------------------------ |
| Nr.                      | Rytter                   | Placering                |
| 181                      | Niccolò Bonifazio (ITA)  | 141.                     |
| 182                      | Mathieu Burgaudeau (FRA) | 131.                     |
| 183                      | Lilian Calmejane (FRA)   | DNF-8                    |
| 184                      | Jérôme Cousin (FRA)      | HD-16                    |
| 185                      | Fabien Grellier (FRA)    | 117.                     |
| 186                      | Romain Sicard (FRA)      | 31.                      |
| 187                      | Geoffrey Soupe (FRA)     | 123.                     |
| 188                      | Anthony Turgis (FRA)     | 108.                     |

| NTT Pro Cycling NTT | NTT Pro Cycling NTT              | NTT Pro Cycling NTT |
| ------------------- | -------------------------------- | ------------------- |
| Nr.                 | Rytter                           | Placering           |
| 191                 | Giacomo Nizzolo (ITA) (landevej) | DNF-8               |
| 192                 | Edvald Boasson Hagen (NOR)       | 101.                |
| 193                 | Ryan Gibbons (RSA) (landevej)    | 121.                |
| 194                 | Michael Gogl (AUT)               | DNS-19              |
| 195                 | Michael Valgren (DEN)            | 73.                 |
| 196                 | Roman Kreuziger (CZE)            | 109.                |
| 197                 | Domenico Pozzovivo (ITA)         | DNS-10              |
| 198                 | Max Walscheid (GER)              | 134.                |

| Team Sunweb SUN | Team Sunweb SUN            | Team Sunweb SUN |
| --------------- | -------------------------- | --------------- |
| Nr.             | Rytter                     | Placering       |
| 201             | Tiesj Benoot (BEL)         | 75.             |
| 202             | Nikias Arndt (GER)         | 126.            |
| 203             | Cees Bol (NED)             | 140.            |
| 204             | Marc Hirschi (SUI)         | 54.             |
| 205             | Søren Kragh Andersen (DEN) | 58.             |
| 206             | Joris Nieuwenhuis (NED)    | 103.            |
| 207             | Casper Pedersen (DEN)      | 92.             |
| 208             | Nicolas Roche (IRL)        | 64.             |

| B&B Hotels-Vital Concept p/b KTM BVC | B&B Hotels-Vital Concept p/b KTM BVC | B&B Hotels-Vital Concept p/b KTM BVC |
| ------------------------------------ | ------------------------------------ | ------------------------------------ |
| Nr.                                  | Rytter                               | Placering                            |
| 211                                  | Bryan Coquard (FRA)                  | 122.                                 |
| 212                                  | Cyril Barthe (FRA)                   | 96.                                  |
| 213                                  | Maxime Chevalier (FRA)               | 136.                                 |
| 214                                  | Jens Debusschere (BEL)               | HD-17                                |
| 215                                  | Cyril Gautier (FRA)                  | 78.                                  |
| 216                                  | Quentin Pacher (FRA)                 | 53.                                  |
| 217                                  | Kévin Réza (FRA)                     | 137.                                 |
| 218                                  | Pierre Rolland (FRA)                 | 18.                                  |

| Ineos Grenadiers IGD | Ineos Grenadiers IGD       | Ineos Grenadiers IGD |
| -------------------- | -------------------------- | -------------------- |
| Nr.                  | Rytter                     | Placering            |
| 1                    | Egan Bernal (COL)          | DNS-17               |
| 2                    | Andrey Amador (CRC)        | 77.                  |
| 3                    | Richard Carapaz (ECU)      | 13.                  |
| 4                    | Jonathan Castroviejo (ESP) | DNS-19               |
| 5                    | Michał Kwiatkowski (POL)   | 30.                  |
| 6                    | Luke Rowe (GBR)            | 129.                 |
| 7                    | Pavel Sivakov (RUS)        | 87.                  |
| 8                    | Dylan van Baarle (NED)     | 59.                  |

| Jumbo-Visma TJV | Jumbo-Visma TJV                   | Jumbo-Visma TJV |
| --------------- | --------------------------------- | --------------- |
| Nr.             | Rytter                            | Placering       |
| 11              | Primož Roglič (SLO) (landevej)    | 2.              |
| 12              | George Bennett (NZL)              | 34.             |
| 13              | Amund Grøndahl Jansen (NOR)       | 128.            |
| 14              | Tom Dumoulin (NED)                | 7.              |
| 15              | Robert Gesink (NED)               | 42.             |
| 16              | Sepp Kuss (USA)                   | 15.             |
| 17              | Tony Martin (GER)                 | 118.            |
| 18              | Wout van Aert (BEL) (enkeltstart) | 20.             |

| Bora-Hansgrohe BOH | Bora-Hansgrohe BOH          | Bora-Hansgrohe BOH |
| ------------------ | --------------------------- | ------------------ |
| Nr.                | Rytter                      | Placering          |
| 21                 | Peter Sagan (SVK)           | 84.                |
| 22                 | Emanuel Buchmann (GER)      | 38.                |
| 23                 | Felix Großschartner (AUT)   | 63.                |
| 24                 | Lennard Kämna (GER)         | 33.                |
| 25                 | Gregor Mühlberger (AUT)     | DNF-11             |
| 26                 | Daniel Oss (ITA)            | 105.               |
| 27                 | Lukas Pöstlberger (AUT)     | DNF-19             |
| 28                 | Maximilian Schachmann (GER) | 57.                |

| AG2R La Mondiale ALM | AG2R La Mondiale ALM    | AG2R La Mondiale ALM |
| -------------------- | ----------------------- | -------------------- |
| Nr.                  | Rytter                  | Placering            |
| 31                   | Romain Bardet (FRA)     | DNS-14               |
| 32                   | Mikaël Cherel (FRA)     | 26.                  |
| 33                   | Benoît Cosnefroy (FRA)  | 116.                 |
| 34                   | Pierre Latour (FRA)     | DNF-14               |
| 35                   | Oliver Naesen (BEL)     | 61.                  |
| 36                   | Nans Peters (FRA)       | 65.                  |
| 37                   | Clément Venturini (FRA) | 104.                 |
| 38                   | Alexis Vuillermoz (FRA) | 35.                  |

| Deceuninck-Quick Step DQT | Deceuninck-Quick Step DQT                      | Deceuninck-Quick Step DQT |
| ------------------------- | ---------------------------------------------- | ------------------------- |
| Nr.                       | Rytter                                         | Placering                 |
| 41                        | Julian Alaphilippe (FRA)                       | 36.                       |
| 42                        | Kasper Asgreen (DEN) (landevej og enkeltstart) | 114.                      |
| 43                        | Sam Bennett (IRL) (landevej)                   | 138.                      |
| 44                        | Rémi Cavagna (FRA) (enkeltstart)               | 113.                      |
| 45                        | Tim Declercq (BEL)                             | 127.                      |
| 46                        | Dries Devenyns (BEL)                           | 90.                       |
| 47                        | Bob Jungels (LUX) (enkeltstart)                | 43.                       |
| 48                        | Michael Mørkøv (DEN)                           | 130.                      |

| Groupama-FDJ GFC | Groupama-FDJ GFC                       | Groupama-FDJ GFC |
| ---------------- | -------------------------------------- | ---------------- |
| Nr.              | Rytter                                 | Placering        |
| 51               | Thibaut Pinot (FRA)                    | 29.              |
| 52               | William Bonnet (FRA)                   | DNF-8            |
| 53               | David Gaudu (FRA)                      | DNF-16           |
| 54               | Stefan Küng (SUI) (enkeltstart)        | DNS-17           |
| 55               | Matthieu Ladagnous (FRA)               | 94.              |
| 56               | Valentin Madouas (FRA)                 | 27.              |
| 57               | Rudy Molard (FRA)                      | 39.              |
| 58               | Sébastien Reichenbach (SUI) (landevej) | 24.              |

| Bahrain McLaren TBM | Bahrain McLaren TBM              | Bahrain McLaren TBM |
| ------------------- | -------------------------------- | ------------------- |
| Nr.                 | Rytter                           | Placering           |
| 61                  | Mikel Landa (ESP)                | 4.                  |
| 62                  | Pello Bilbao (ESP) (enkeltstart) | 16.                 |
| 63                  | Damiano Caruso (ITA)             | 10.                 |
| 64                  | Sonny Colbrelli (ITA)            | 93.                 |
| 65                  | Marco Haller (AUT)               | 143.                |
| 66                  | Matej Mohorič (SLO)              | 76.                 |
| 67                  | Wout Poels (NED)                 | 110.                |
| 68                  | Rafael Valls (ESP)               | DNS-2               |

| EF Pro Cycling EF1 | EF Pro Cycling EF1                  | EF Pro Cycling EF1 |
| ------------------ | ----------------------------------- | ------------------ |
| Nr.                | Rytter                              | Placering          |
| 71                 | Rigoberto Urán (COL)                | 8.                 |
| 72                 | Alberto Bettiol (ITA)               | 62.                |
| 73                 | Hugh Carthy (GBR)                   | 37.                |
| 74                 | Sergio Higuita (COL) (landevej)     | DNF-15             |
| 75                 | Jens Keukeleire (BEL)               | 89.                |
| 76                 | Daniel Martínez (COL) (enkeltstart) | 28.                |
| 77                 | Neilson Powless (USA)               | 56.                |
| 78                 | Tejay van Garderen (USA)            | 91.                |

| Arkéa-Samsic ARK | Arkéa-Samsic ARK     | Arkéa-Samsic ARK |
| ---------------- | -------------------- | ---------------- |
| Nr.              | Rytter               | Placering        |
| 81               | Nairo Quintana (COL) | 17.              |
| 82               | Winner Anacona (COL) | 66.              |
| 83               | Warren Barguil (FRA) | 14.              |
| 84               | Kévin Ledanois (FRA) | 102.             |
| 85               | Dayer Quintana (COL) | 95.              |
| 86               | Diego Rosa (ITA)     | DNF-8            |
| 87               | Clément Russo (FRA)  | 133.             |
| 88               | Connor Swift (GBR)   | 106.             |

| Movistar Team MOV | Movistar Team MOV        | Movistar Team MOV |
| ----------------- | ------------------------ | ----------------- |
| Nr.               | Rytter                   | Placering         |
| 91                | Alejandro Valverde (ESP) | 12.               |
| 92                | Dario Cataldo (ITA)      | 80.               |
| 93                | Imanol Erviti (ESP)      | 74.               |
| 94                | Enric Mas (ESP)          | 5.                |
| 95                | Nelson Oliveira (POR)    | 55.               |
| 96                | José Joaquín Rojas (ESP) | 70.               |
| 97                | Marc Soler (ESP)         | 21.               |
| 98                | Carlos Verona (ESP)      | 19.               |

| Trek-Segafredo TFS | Trek-Segafredo TFS             | Trek-Segafredo TFS |
| ------------------ | ------------------------------ | ------------------ |
| Nr.                | Rytter                         | Placering          |
| 101                | Richie Porte (AUS)             | 3.                 |
| 102                | Niklas Eg (DEN)                | 51.                |
| 103                | Kenny Elissonde (FRA)          | 25.                |
| 104                | Bauke Mollema (NED)            | DNF-13             |
| 105                | Mads Pedersen (DEN) (landevej) | 124.               |
| 106                | Toms Skujiņš (LAT) (landevej)  | 81.                |
| 107                | Jasper Stuyven (BEL)           | 71.                |
| 108                | Edward Theuns (BEL)            | 119.               |

| CCC Team CCC | CCC Team CCC               | CCC Team CCC |
| ------------ | -------------------------- | ------------ |
| Nr.          | Rytter                     | Placering    |
| 111          | Greg Van Avermaet (BEL)    | 50.          |
| 112          | Alessandro De Marchi (ITA) | 100.         |
| 113          | Simon Geschke (GER)        | 48.          |
| 114          | Jan Hirt (CZE)             | 67.          |
| 115          | Jonas Koch (GER)           | 125.         |
| 116          | Michael Schär (SUI)        | 69.          |
| 117          | Matteo Trentin (ITA)       | 79.          |
| 118          | Ilnur Sakarin (RUS)        | DNF-12       |

| Cofidis COF | Cofidis COF               | Cofidis COF |
| ----------- | ------------------------- | ----------- |
| Nr.         | Rytter                    | Placering   |
| 121         | Guillaume Martin (FRA)    | 11.         |
| 122         | Simone Consonni (ITA)     | 112.        |
| 123         | Nicolas Edet (FRA)        | 49.         |
| 124         | Jesús Herrada (ESP)       | 44.         |
| 125         | Christophe Laporte (FRA)  | 107.        |
| 126         | Anthony Perez (FRA)       | DNF-3       |
| 127         | Pierre-Luc Périchon (FRA) | 86.         |
| 128         | Elia Viviani (ITA)        | 135.        |

| UAE Team Emirates UAD | UAE Team Emirates UAD             | UAE Team Emirates UAD |
| --------------------- | --------------------------------- | --------------------- |
| Nr.                   | Rytter                            | Placering             |
| 131                   | Tadej Pogačar (SLO) (enkeltstart) | 1.                    |
| 132                   | Fabio Aru (ITA)                   | DNF-9                 |
| 133                   | David de la Cruz (ESP)            | 72.                   |
| 134                   | Davide Formolo (ITA)              | DNS-11                |
| 135                   | Alexander Kristoff (NOR)          | 132.                  |
| 136                   | Vegard Stake Laengen (NOR)        | 82.                   |
| 137                   | Marco Marcato (ITA)               | 111.                  |
| 138                   | Jan Polanc (SLO)                  | 40.                   |

| Astana AST | Astana AST                                       | Astana AST |
| ---------- | ------------------------------------------------ | ---------- |
| Nr.        | Rytter                                           | Placering  |
| 141        | Miguel Ángel López (COL)                         | 6.         |
| 142        | Omar Fraile (ESP)                                | 60.        |
| 143        | Hugo Houle (CAN)                                 | 47.        |
| 144        | Gorka Izagirre (ESP)                             | 22.        |
| 145        | Jon Izagirre (ESP)                               | DNF-11     |
| 146        | Aleksej Lutsenko (KAZ) (landevej og enkeltstart) | 46.        |
| 147        | Luis León Sánchez (ESP) (landevej)               | 32.        |
| 148        | Harold Tejada (COL)                              | 45.        |

| Lotto-Soudal LTS | Lotto-Soudal LTS       | Lotto-Soudal LTS |
| ---------------- | ---------------------- | ---------------- |
| Nr.              | Rytter                 | Placering        |
| 151              | Caleb Ewan (AUS)       | 144.             |
| 152              | Steff Cras (BEL)       | DNF-9            |
| 153              | Jasper De Buyst (BEL)  | 142.             |
| 154              | Thomas De Gendt (BEL)  | 52.              |
| 155              | John Degenkolb (GER)   | HD-1             |
| 156              | Frederik Frison (BEL)  | 145.             |
| 157              | Philippe Gilbert (BEL) | DNS-2            |
| 158              | Roger Kluge (GER)      | 146.             |

| Mitchelton-Scott MTS | Mitchelton-Scott MTS            | Mitchelton-Scott MTS |
| -------------------- | ------------------------------- | -------------------- |
| Nr.                  | Rytter                          | Placering            |
| 161                  | Adam Yates (GBR)                | 9.                   |
| 162                  | Jack Bauer (NZL)                | 83.                  |
| 163                  | Sam Bewley (NZL)                | DNF-10               |
| 164                  | Esteban Chaves (COL)            | 23.                  |
| 165                  | Daryl Impey (RSA) (enkeltstart) | 97.                  |
| 166                  | Christopher Juul-Jensen (DEN)   | 99.                  |
| 167                  | Luka Mezgec (SLO)               | 88.                  |
| 168                  | Mikel Nieve (ESP)               | DNF-17               |

| Israel Start-Up Nation ISN | Israel Start-Up Nation ISN          | Israel Start-Up Nation ISN |
| -------------------------- | ----------------------------------- | -------------------------- |
| Nr.                        | Rytter                              | Placering                  |
| 171                        | Daniel Martin (IRL)                 | 41.                        |
| 172                        | André Greipel (GER)                 | DNF-18                     |
| 173                        | Ben Hermans (BEL)                   | 68.                        |
| 174                        | Hugo Hofstetter (FRA)               | 115.                       |
| 175                        | Krists Neilands (LAT) (enkeltstart) | 85.                        |
| 176                        | Guy Niv (ISR) (enkeltstart)         | 139.                       |
| 177                        | Nils Politt (GER)                   | 120.                       |
| 178                        | Tom Van Asbroeck (BEL)              | 98.                        |

| Total Direct Énergie TDE | Total Direct Énergie TDE | Total Direct Énergie TDE |
| ------------------------ | ------------------------ | ------------------------ |
| Nr.                      | Rytter                   | Placering                |
| 181                      | Niccolò Bonifazio (ITA)  | 141.                     |
| 182                      | Mathieu Burgaudeau (FRA) | 131.                     |
| 183                      | Lilian Calmejane (FRA)   | DNF-8                    |
| 184                      | Jérôme Cousin (FRA)      | HD-16                    |
| 185                      | Fabien Grellier (FRA)    | 117.                     |
| 186                      | Romain Sicard (FRA)      | 31.                      |
| 187                      | Geoffrey Soupe (FRA)     | 123.                     |
| 188                      | Anthony Turgis (FRA)     | 108.                     |

| NTT Pro Cycling NTT | NTT Pro Cycling NTT              | NTT Pro Cycling NTT |
| ------------------- | -------------------------------- | ------------------- |
| Nr.                 | Rytter                           | Placering           |
| 191                 | Giacomo Nizzolo (ITA) (landevej) | DNF-8               |
| 192                 | Edvald Boasson Hagen (NOR)       | 101.                |
| 193                 | Ryan Gibbons (RSA) (landevej)    | 121.                |
| 194                 | Michael Gogl (AUT)               | DNS-19              |
| 195                 | Michael Valgren (DEN)            | 73.                 |
| 196                 | Roman Kreuziger (CZE)            | 109.                |
| 197                 | Domenico Pozzovivo (ITA)         | DNS-10              |
| 198                 | Max Walscheid (GER)              | 134.                |

| Team Sunweb SUN | Team Sunweb SUN            | Team Sunweb SUN |
| --------------- | -------------------------- | --------------- |
| Nr.             | Rytter                     | Placering       |
| 201             | Tiesj Benoot (BEL)         | 75.             |
| 202             | Nikias Arndt (GER)         | 126.            |
| 203             | Cees Bol (NED)             | 140.            |
| 204             | Marc Hirschi (SUI)         | 54.             |
| 205             | Søren Kragh Andersen (DEN) | 58.             |
| 206             | Joris Nieuwenhuis (NED)    | 103.            |
| 207             | Casper Pedersen (DEN)      | 92.             |
| 208             | Nicolas Roche (IRL)        | 64.             |

| B&B Hotels-Vital Concept p/b KTM BVC | B&B Hotels-Vital Concept p/b KTM BVC | B&B Hotels-Vital Concept p/b KTM BVC |
| ------------------------------------ | ------------------------------------ | ------------------------------------ |
| Nr.                                  | Rytter                               | Placering                            |
| 211                                  | Bryan Coquard (FRA)                  | 122.                                 |
| 212                                  | Cyril Barthe (FRA)                   | 96.                                  |
| 213                                  | Maxime Chevalier (FRA)               | 136.                                 |
| 214                                  | Jens Debusschere (BEL)               | HD-17                                |
| 215                                  | Cyril Gautier (FRA)                  | 78.                                  |
| 216                                  | Quentin Pacher (FRA)                 | 53.                                  |
| 217                                  | Kévin Réza (FRA)                     | 137.                                 |
| 218                                  | Pierre Rolland (FRA)                 | 18.                                  |